# كوهبنان
كوهبنان (بالفارسية: کوهبنان) هي مدينة تقع في إيران في البلدة المركزية. يقدر عدد سكانها بـ 10,112 نسمة .